# My Outlaw Brother
Pour les articles homonymes, voir El Tigre.
Pour plus de détails, voir Fiche technique et Distribution.
My Outlaw Brother est un western américain en noir et blanc réalisé par Elliott Nugent, sorti en 1951 aux États-Unis.

## Fiche technique
- Titre : My Outlaw Brother
- Autre titre : El Tigre
- Réalisation : Elliott Nugent
- Scénario : Gene Fowler Jr. et Max Brand
- Production : Benedict Bogeaus et Mickey Rooney
- Société de production : Benedict Bogeaus Production
- Musique : Manuel Esperón
- Photographie : José Ortiz Ramos
- Montage : George Crone
- Décors : Edward Fitzgerald
- Pays de production : États-Unis
- Langue originale : Anglais
- Format : noir et blanc - 1,37:1 - Mono
- Genre : Western
- Durée : 82 min
- Dates de sortie : 
  - États-Unis : 22 août 1951
  - France : 16 janvier 1963

## Distribution
- Mickey Rooney : J. Dennis O'Moore
- Wanda Hendrix : Senorita Carmel Alvarado
- Robert Preston : Joe Walter
- Robert Stack : Patrick O'Moore
- José Torvay : Enrique Ortiz
- Carlos Múzquiz : Colonel Sanchez
- Fernando Wagner : Burger
- Hilda Moreno : Señora Alvarado
- Donald Barry (non crédité) : Hank